# WebSoftware
A WebSoftware Ltda. é uma empresa brasileira desenvolvedora de sistemas inovadores baseados na plataforma Web.
Foi fundada em 2000 e pertencente a um grupo 100% brasileiro fundado em 1982.
Recebeu 3 prêmios de excelência em gestão e qualidade pelo SEBRAE e FIRJAN nos anos de 2003, 2004 e 2005
Em 2006 a WebSoftware Ltda. recebeu o prêmio Top Empresarial do SEBRAE na categoria Serviços.
Fabrica e comercializa softwares de ERP, ERP 2 e CRM.